# Kevo naturreservat

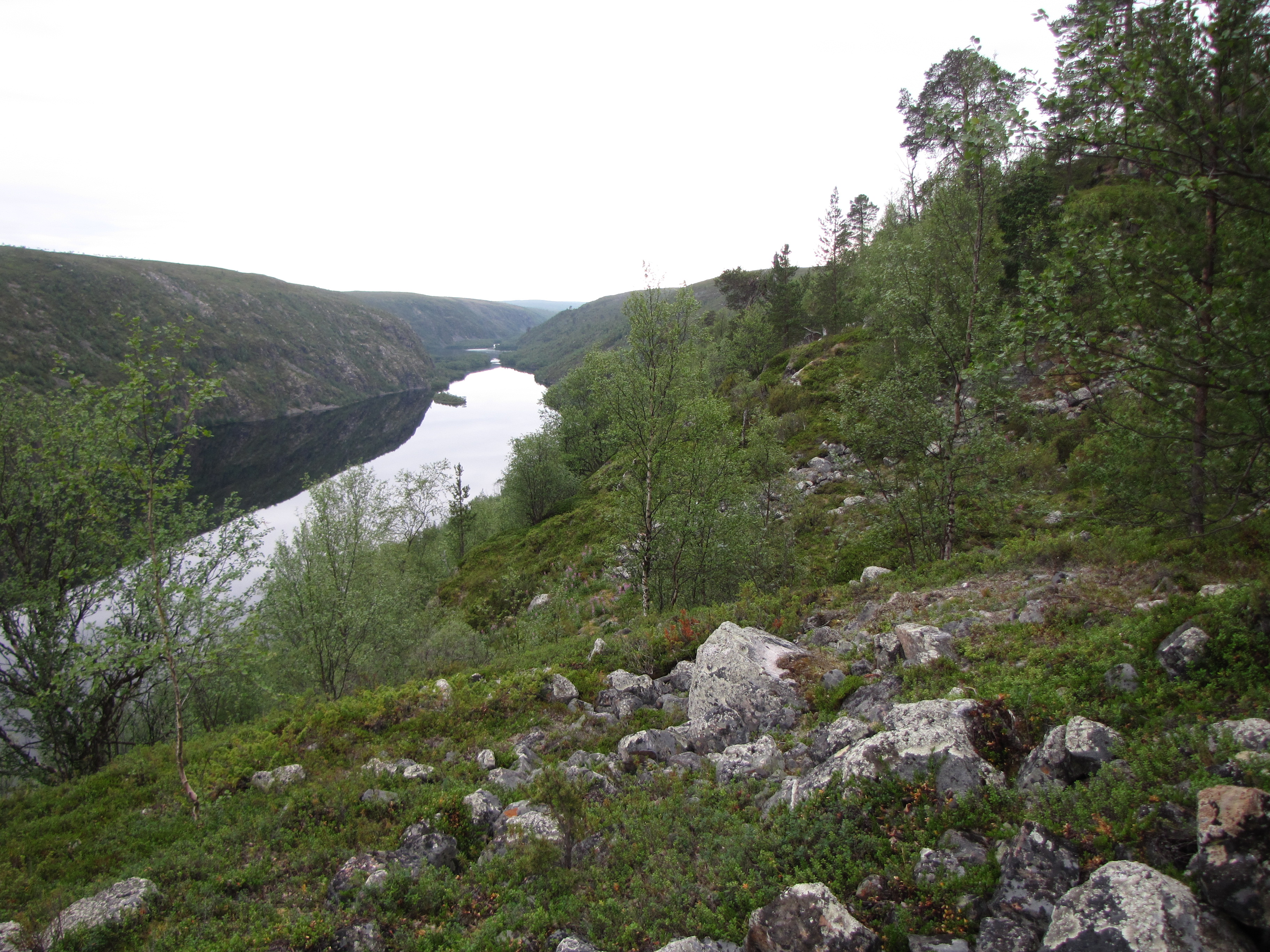
Kevo naturreservat.

Kevo naturreservat är beläget i Utsjoki kommun i finländska Lappland.
Naturreservatet, som omfattar 714 km², bildades 1956 och utvidgades 1982. Det utbreder sig kring Kevonjoki som flyter fram i en ravindal med en biälv från vänster till Utsjoki. Naturreservatets kärnområde består av en över 40 km lång och ställvis över 100 meter djup kanjonaktig ravindal, på vars botten Kevonjoki flyter fram. Resten av reservatet är avsevärt flackare och består av ett platåområde som klyvs av dalgångar. Vid Kevonniemi har Åbo universitet sedan 1956 sin forskningsstation för Lappland. I anslutning till denna finns en seismologisk observationspunkt och väderstation (Utsjoki-Kevo).